# Genentech
Genentech, Inc. är ett bioteknikföretag som blev ett dotterbolag till Hoffmann-La Roche 2009. Genentech Research and Early Development fungerar som ett oberoende centrum inom koncernen.
September 2017 hade Genentech 15 064 anställda.